# Ranbir Singh Butola
Ranbir Singh Butola ist ein indischer Manager.

## Leben
Butola studierte Wirtschaftswissenschaften. Er leitet als Nachfolger von Subir Raha seit 2010 das indische Unternehmen Indian Oil Corporation.